# San Nicola Manfredi
San Nicola Manfredi là một đô thị ở tỉnh Benevento trong vùng Campania, có vị trí khoảng 50 km về phía đông bắc của Napoli và khoảng 8 km về phía đông nam của Benevento. Tại thời điểm ngày 31 tháng 12 năm 2004, đô thị này có dân số 3.424 người và diện tích là 18,9 km².
San Nicola Manfredi giáp các đô thị: Benevento, Ceppaloni, Chianche, Montefusco, Paduli, Petruro Irpino, San Giorgio del Sannio, San Martino Sannita, Sant'Angelo a Cupolo, Torrioni.